# 白沙屯五雲宮
白沙屯五雲宮，位於苗栗縣通霄鎮，建造於明治37年（清光緒29年，1904年），主祀王爺，當地人俗稱富美宮新大巡，每年例祭為農曆九月十五。北鄰大名鼎鼎的白沙屯拱天宮。

## 沿革

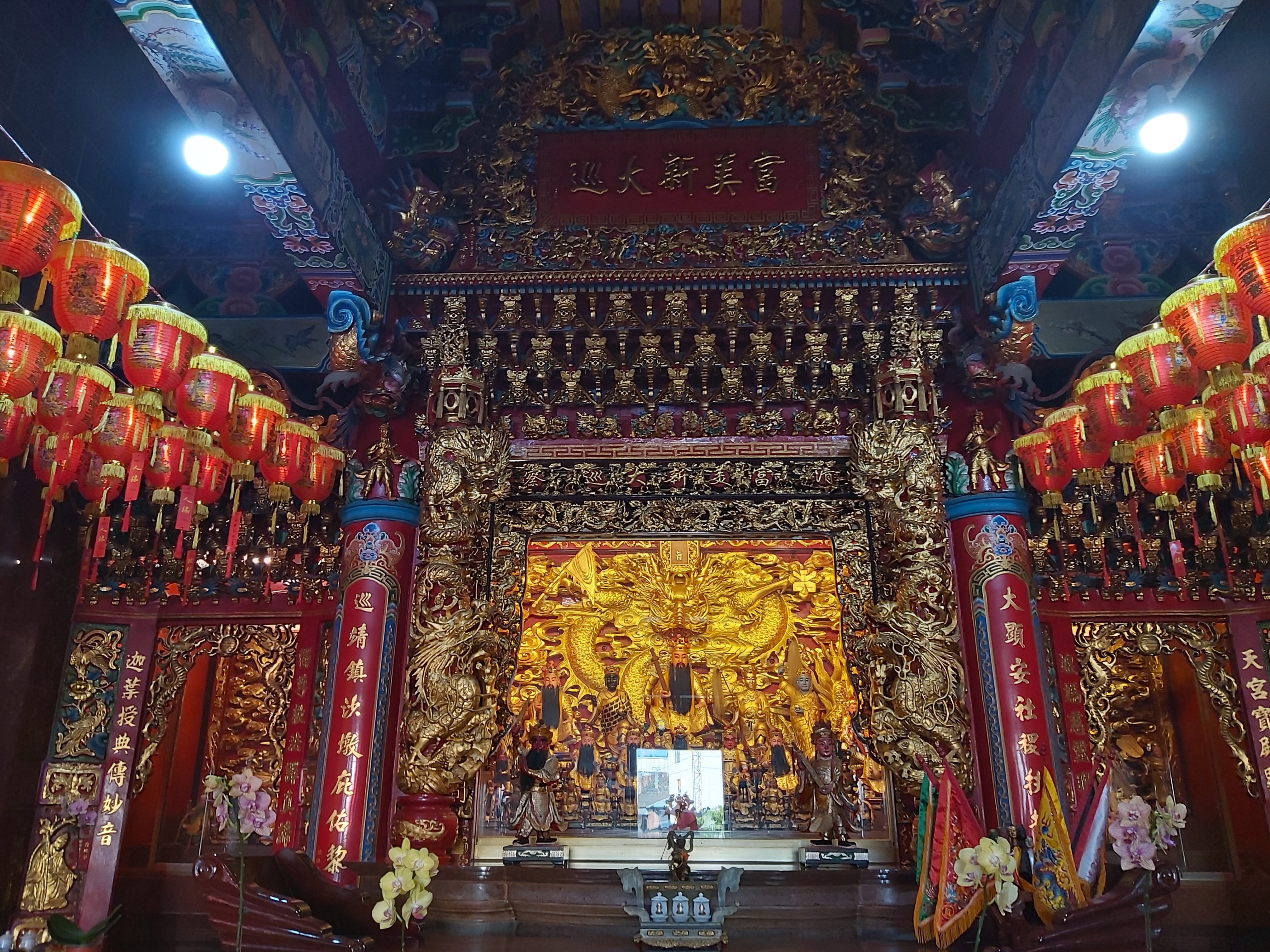
正殿室內神龕

相傳於明治癸卯年（1904）年六月十九日，白沙屯村以北約十五公里的後龍外埔港村民忽聞海上有鐘、鼓、管弦絲竹之聲，相偕至海邊探視，見有一王爺船「金慶順」號乘風破浪而來，船上無人掌舵，僅有神像列座，村民遂一一領回奉祀。

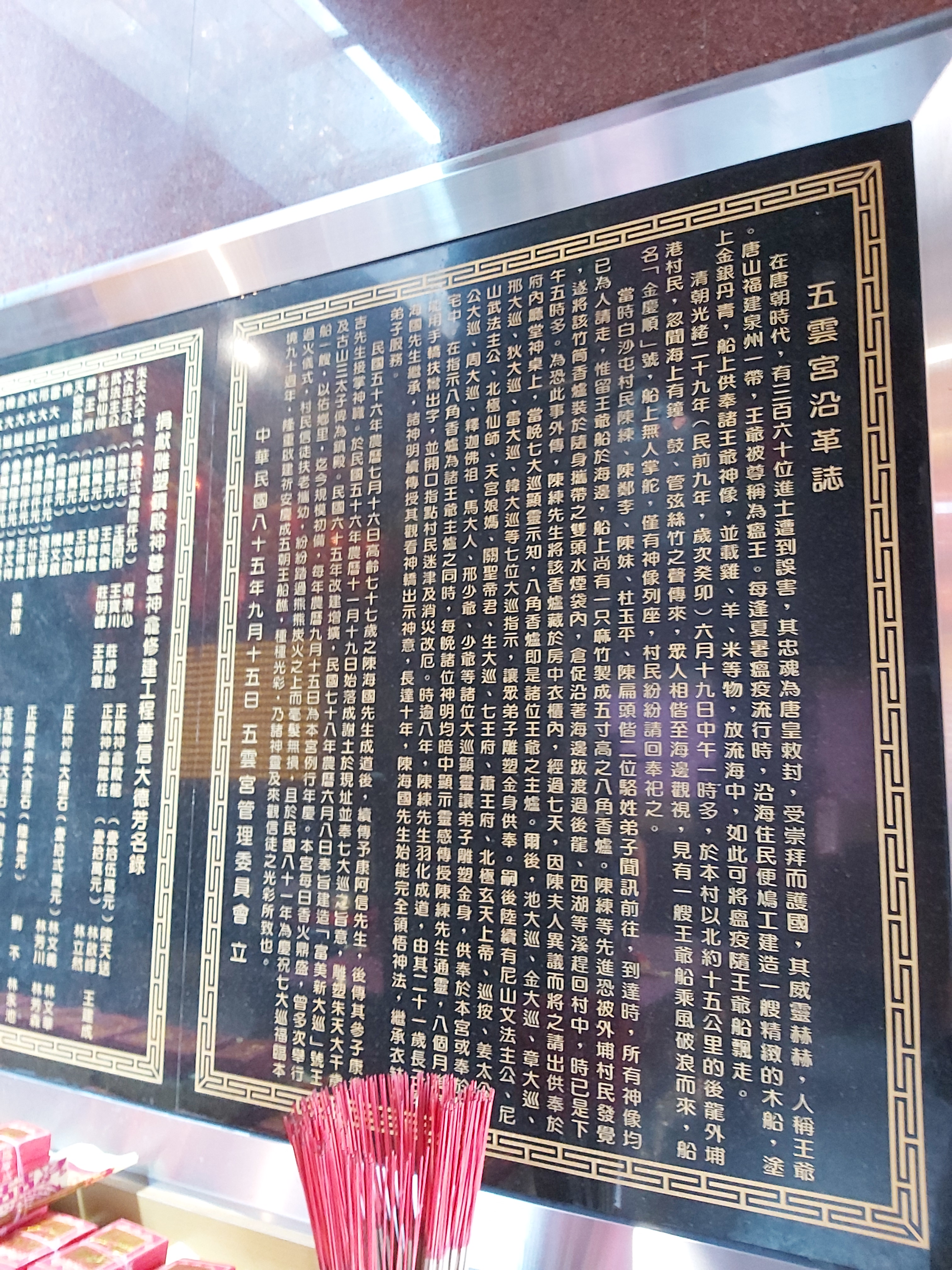
沿革誌

白沙屯村民陳練、陳鄭李、陳妹、杜玉平、陳扁頭，偕二位駱姓弟子到達時，所有神像均被人請走，僅存王船及一付麻竹製成五寸高之八角香爐。
陳練等唯恐為其他後龍、西湖村民發覺，暗藏八角香爐回白沙屯，返村後又潛藏於房中衣櫃內七日。因陳練夫人提出異議，後來將八角香爐請出供奉於府內廳堂神桌上。當晚七大巡顯靈明示：「八角香爐即是諸位王爺之主爐。」爾後，又獲得池大巡、金大巡、章大巡、邢大巡等七位大巡指示，讓眾弟子雕塑金身供奉各府千歲。
陳練在指示八角香爐爲諸王爺主爐之同時，漸感通靈，八個月後竞能用手轎扶鸞出字，並開口指點村民迷津及消災改厄。時逾八年，陳練先生羽化成道，長子陳海國繼承衣缽。民國56年（1967年）農曆七月十六日高齡77歲之陳海國先生成道後，續傳衣缽予康阿信先生，與其三子康增吉(阿樹)先生接掌神職。

## 建築
白沙屯五雲宮現址落成於民國56年（1967）農曆十一月十九日，並雕塑朱天大千歲及古山三太子爲鎭殿。

民國65年（1976）擴建，民國98年（2009）農曆十二月初六再度修建，聘請施工匠師為許義夫與許昌彥，民國101年（2012）農曆六月初六吉日竣工。

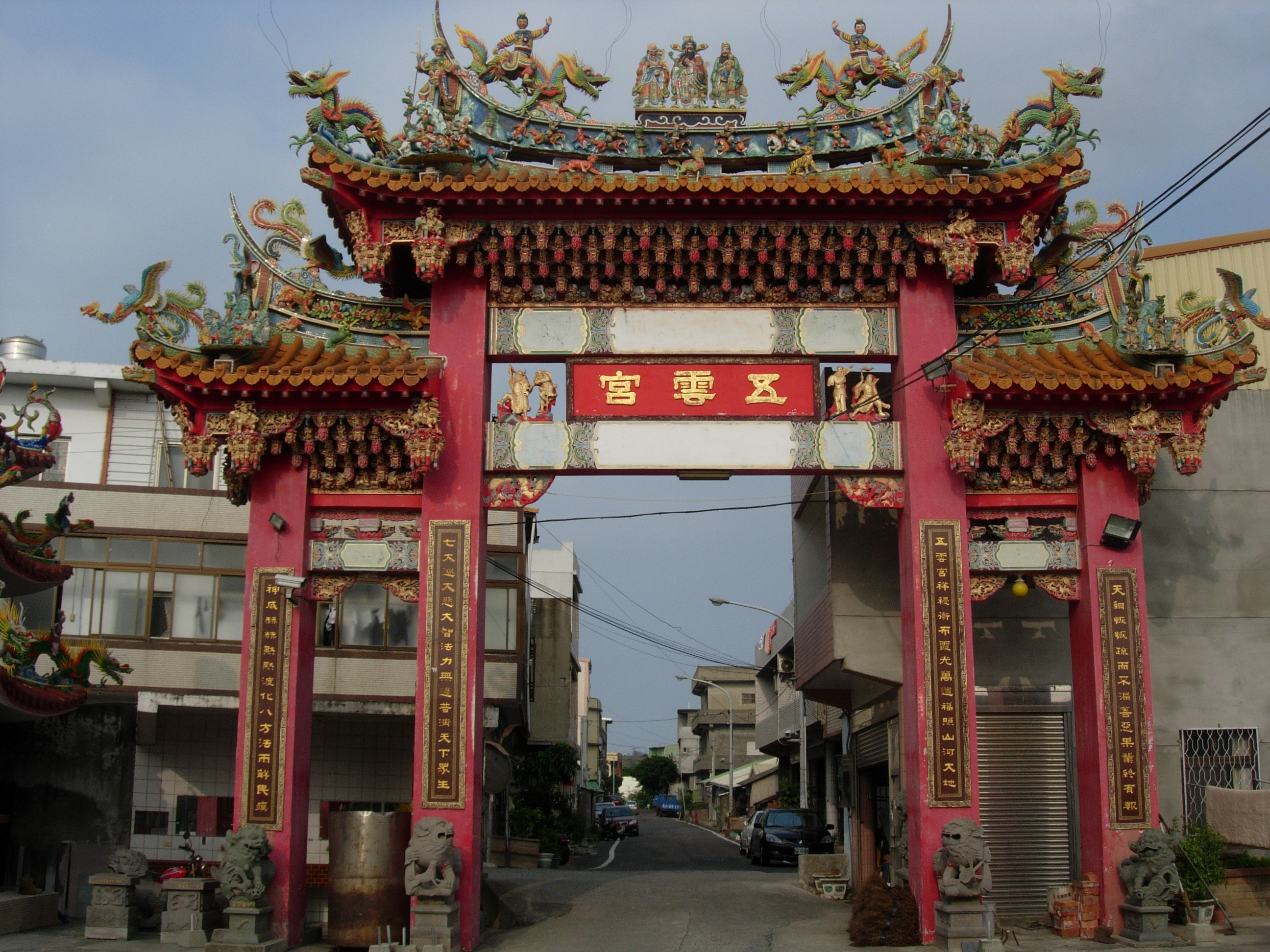
牌樓
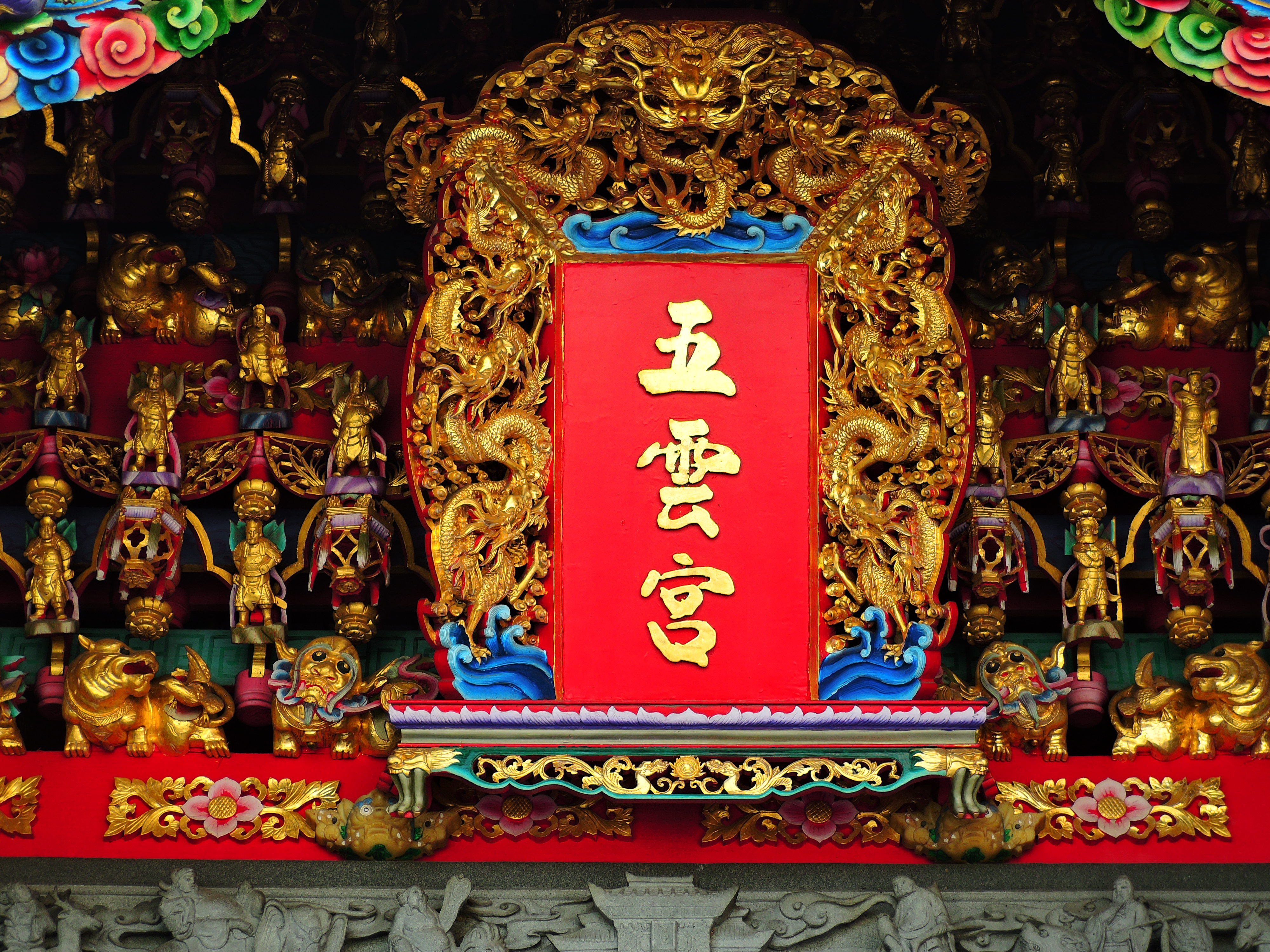
牌匾
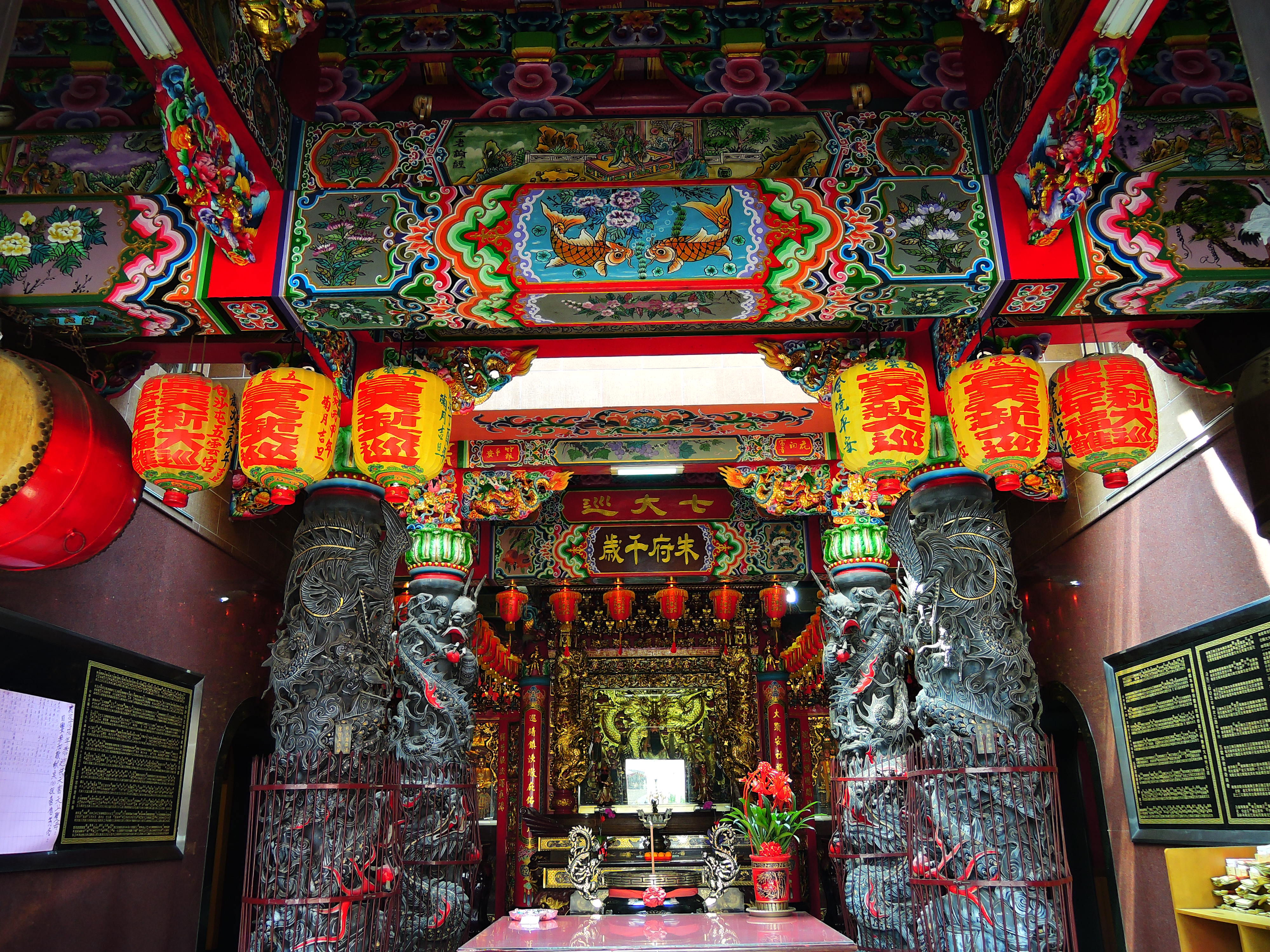
正廳
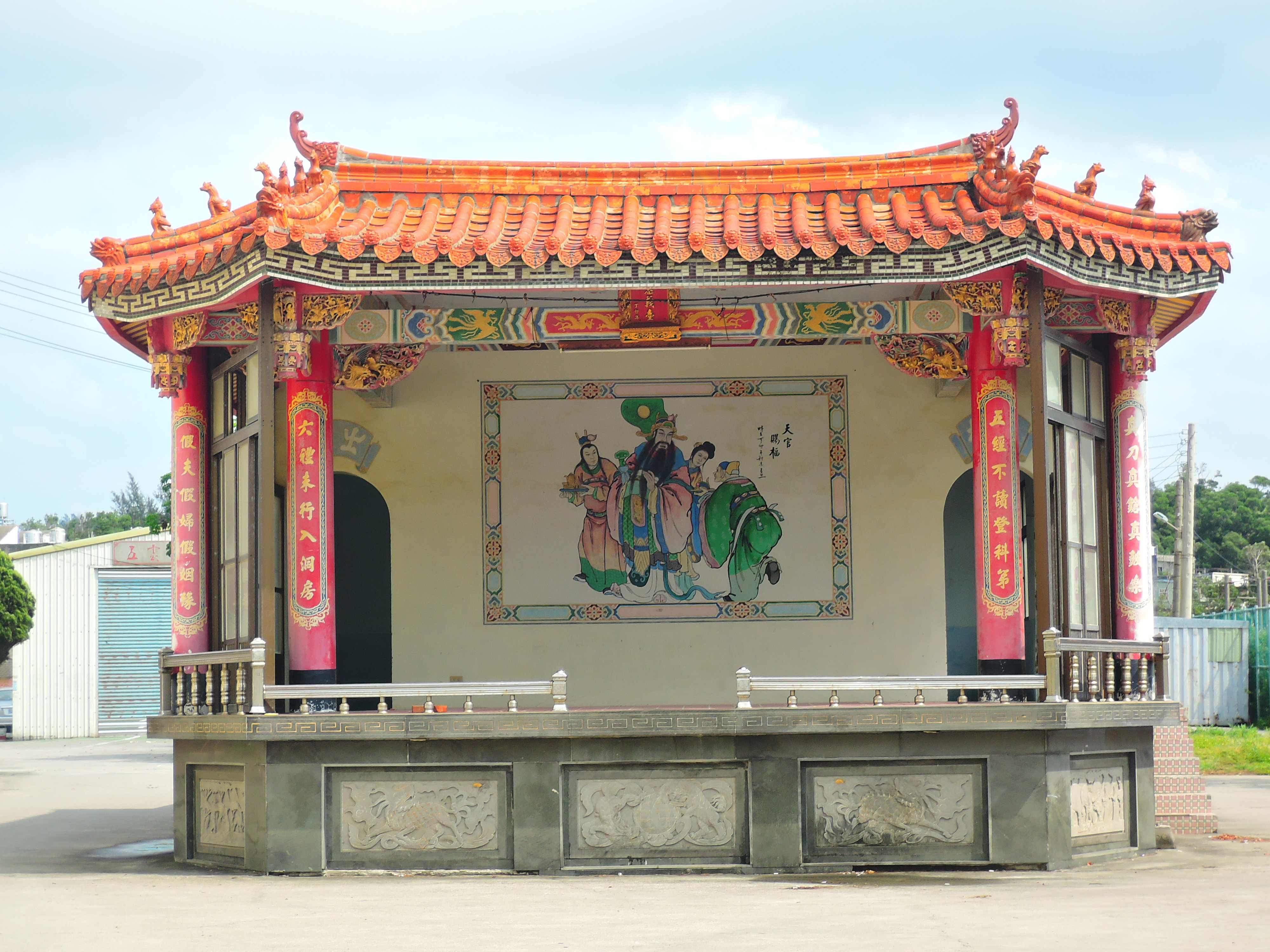
戲臺

## 王船祭典
民國78年（1989）農曆六月初八奉旨建造王船「富美新大巡」，民國81年爲慶祝七大巡福臨本境九十週年，隆重啓建祈安慶成五朝王船醮。

## 外部連結
- 文化資源地理資訊系統－白沙屯五雲宮 （页面存档备份，存于）
- 白沙屯五雲宮 | Facebook-https://www.facebook.com/WuyunPalace/ （页面存档备份，存于）